# 清原慶子
清原 慶子（きよはら けいこ、1951年（昭和26年）9月10日 - ）は、日本の政治家。元東京都三鷹市長（4期）。

## 来歴
東京都武蔵野市生まれ。東京都立富士高等学校、慶應義塾大学法学部政治学科（ゼミはマスコミュニケーション論）卒業。1976年、慶應義塾大学大学院法学研究科政治学専攻修士課程修了。1979年、慶應義塾大学大学院社会学研究科社会学専攻博士課程単位取得満期退学。
1980年から慶應義塾大学文学部及び杏林大学医学部で非常勤講師を務め、1983年常磐大学人間科学部専任講師に就任。1987年からルーテル学院大学文学部助教授、1992年にルーテル学院大学文学部教授に着任。1999年に東京工科大学メディア学部教授に着任し、2002年4月から2003年2月まで学部長を務める。また大学教員在職中から「みたか市民プラン21会議」共同代表を務めていた。
2003年、同年の三鷹市長選挙に不出馬を表明した安田養次郎から後継指名を受け、自由民主党・公明党の推薦に加え日本共産党から事実上の支援を受けて三鷹市長選挙に出馬。民主党・社会民主党が支援する元三鷹市議会副議長で前市議の高井章博、革新系無所属の元市議太田正子を破り初当選を果たした。選挙後、三鷹市の民主党支部も清原への支持を表明し、三鷹市議会ではオール与党体制が確立された。なお、2003年の市長選で清原を支援した日本共産党はオール与党体制には加わらず、2007年・2011年・2015年の市長選では推薦候補を擁立したが、いずれも現職の清原が対立候補を大差で下している。
「多選への批判は避けられない」とみた自民党三鷹総支部長の吉野利明元都議らは、2018年12月から水面下で清原に5選出馬を思いとどまるよう工作を進めた。しかし清原は屈せず、党から推薦が得られないとみるや、2019年2月6日に続投を表明した。同年4月の市長選で元副市長の河村孝に敗れ落選。女性の市長としては初めて、4期16年の任期を終えた。
2024年（令和6年）11月の秋の叙勲において、旭日小綬章を受章した。

## 人物・役職
- 研究者時代から社会教育やコミュニケーション論に関心を寄せ、地域の情報化やIT化を社会的弱者の視点を交えて論じており、公的な委員会や審議会の委員を数多く務めている。放送行政に強い影響力を有していた郵政大臣主宰の懇談会「多チャンネル時代における視聴者と放送に関する懇談会」（1995年-1996年）においても委員を務めた。
- 1996年、東京メトロポリタンテレビジョンの当時の経営陣に抗議し、番組の審議委員が一斉に大量辞任した際の委員の1人であった。
- 全国市長会副会長、東京都市長会副会長を務める[8][9]。

## 著書
- 『いま、テレビが変わる―新映像時代のテレビジョン端末』（1990年、黒川湛、電波新聞社 ）
- 『三鷹が創る『自治体新時代』』（2000年、ぎょうせい）
- 『三鷹がひらく自治体の未来 〜品格ある都市をめざして〜』（2010年、淡路富男、三鷹市）